# Saint-Lupien
Saint-Lupien település Franciaországban, Aube megyében. Lakosainak száma 231 fő (2022. január 1.). Saint-Lupien Avon-la-Pèze, Faux-Villecerf, Marcilly-le-Hayer, Marigny-le-Châtel, Prunay-Belleville és Villadin községekkel határos.

## Népesség
A település népessége az elmúlt években az alábbi módon változott:
| Lakosok száma | 188  | 180  | 218  | 232  | 247  | 242  | 236  | 231  | 228  | 231  |
|               | 1968 | 1982 | 1990 | 2006 | 2013 | 2015 | 2017 | 2019 | 2020 | 2022 |